# Maaike Jansen
Maaike Jansen, född Maatje Adriane Van Kempen 5 december 1941 i Marcilly-le-Hayer, Grand Est, död 23 januari 2025 i Sens, Bourgogne-Franche-Comté, var en fransk skådespelerska.

## Roller i urval
- 1967 – Den fantastiske Fantomas
- 1983 – Signes extérieurs de richesse
- 1986 – La vie dissolue de Gérard Floque
- 1999 – Peau d'homme, cœur de bête
- 2006 – Cabaret Paradis